# Michele Rajna
Michele Rajna (Sondrio, 28 settembre 1854 – Teglio, 29 settembre 1920) è stato un matematico e astronomo italiano.

## Biografia
Secondogenito di Eugenio Paolo Rajna e Costanza Simonetta, fratello del filologo Pio Rajna, fu convittore del Collegio Ghislieri e allievo di Giovanni Schiaparelli presso l'osservatorio di Brera dove entrò subito dopo la laurea conseguita all'Università degli Studi di Pavia nel 1878. Nel 1903 vinse il concorso per la cattedra di Astronomia dell'Università di Bologna dopo aver rifiutato, nel 1897, quella presso l'Università di Palermo per non dover lasciare Milano. Gli fu affidata la direzione dell'Osservatorio astronomico di Bologna che cercò subito, ma invano, di far trasferire in una posizione più idonea su una collina nei pressi; si dovette attendere fino al 1933 per vedere la costruzione della succursale di Loiano.
Le principali ricerche di Rajna si concentrarono sull'astronomia geodetica e sulla correlazione fra magnetismo terrestre ed attività solare. Divenne noto anche per aver pubblicato un volume di tavole logaritmiche con Otto Müller, che ebbe numerose edizioni nei "Manuali Hoepli", diventando così la più diffusa opera del genere in Italia.
Fu socio dell'Accademia nazionale dei Lincei e di quella di Bologna.